# Галантамин
Галантамин (Galanthaminum) е лекарствено средство, предписвано при болестта на Алцхаймер. За първи път е изолиран в 1951 година от съветски учени от луковиците на кокичето на Воронов (Galanthus woronowii). В 1956 година е извлечен от обикновено кокиче (Galanthus nivalis) от българския химик Димитър Пасков и Л. Иванов. Съдържа се и в други видове кокичета и близки на кокичето растения. От 1958 г. в България е известен под името нивалин.
Първото индустриално производство започва през 1959 г.
Представлява бял кристален прах с горчив вкус, трудно разтворим във вода.